# لا لیگا ۲۵–۲۰۲۴
لالیگا ۲۵–۲۰۲۴ که به دلایل حمایت مالی با نام LALIGA EA SPORTS  نیز شناخته می‌شود، نود و چهارمین فصل لالیگا ، رقابت‌های برتر فوتبال اسپانیا است. این مسابقات از اوت ۲۰۲۴ شروع شد و قرار است در می ۲۰۲۵ به پایان برسد.

## تیم ها

### صعود و سقوط (پیش فصل)
در مجموع ۲۰  باشگاه دراین  لیگ شرکت می کنند، از جمله هفده تیم از فصل ۲۵-۲۰۲۴ و سه تیم از لیگ دسته دوم ۲۵-۲۰۲۴ صعود کرده اند. که دو تیم برتر از سگوندا دیویزیون، و برندگان پلی آف صعود است .
تیم های که به سگوندا دیویزیون سقوط کردند
اولین تیمی که از لالیگا سقوط کرد، وایادولید است که به لیگ سگوندا دیویزیون سقوط می کند.
تیم هایی که از سگوندا دیویزیون صعود کردند
| از سگوندا دیویزیون ۲۵–۲۰۲۴ | سقوط از لالیگا ۲۵-۲۰۲۴ |
| -------------------------- | ---------------------- |
|                            | وایادولید              |

### ورزشگاه‌ها و مکان‌ها
| تیم             | محل        | ورزشگاه                      | گنجایش |
| --------------- | ---------- | ---------------------------- | ------ |
| اتلتیکو بیلبائو | بیلبائو    | سن مامس                      | ۵۳٬۲۸۹ |
| اتلتیکو مادرید  | مادرید     | سیویتاس متروپولیتانو         | ۶۸٬۴۵۶ |
| بارسلونا        | بارسلونا   | المپیک کمپانی لوییس          | ۵۵٬۹۲۶ |
| ختافه           | ختافه      | ورزشگاه کولیسیوم آلفونسو پرز | ۱۶٬۵۰۰ |
| ژیرونا          | ژیرونا     | ورزشگاه مونتیلیوی            | ۱۳٬۴۰۰ |
| رئال بتیس       | سویا       | ویلامارین                    | ۶۰٬۷۲۱ |
| رئال مادرید     | مادرید     | سانتیاگو برنابئو             | ۸۱٬۰۴۴ |
| رئال سوسیداد    | سن سباستین | آنوئتا                       | ۳۹٬۵۰۰ |
| والنسیا         | والنسیا    | مستایا                       | ۴۹٬۴۳۰ |
| ویارئال         | ویارئال    | ال مادریگا                   | ۲۳٬۰۰۰ |

### پرسنل و حمایت مالی
| تیم            | مدیر             | کاپیتان      | سازنده کیت | حامی کیت اصلی | سایر حامیان کیت |
| -------------- | ---------------- | ------------ | ---------- | ------------- | --------------- |
| اتلتیک بیلبائو | ارنستو والورده   | ایکر مونیاین | نیو بالانس | کوتکسبانک     |                 |
| اتلتیکو مادرید | دیه‌گو سیمئونه    | کوکه         | نایکی      | WhaleFin      |                 |
| بارسلونا       | هانسی فلیک       | TBD          | نایکی      | اسپاتیفای     |                 |
| رئال بتیس      | مانوئل پیگرینی   | TBD          | هومل       | فینت ورک      |                 |
| رئال مادرید    | کارلو آنچلوتی    | TBD          | آدیداس     | امارات        |                 |
| رئال سوسیداد   | ایمانول آلگواسیل | TBD          | ماکرون     | Cazoo         |                 |
| ویارئال        | کیکه ستین        | رائول آلبیول | جوما       | پامسا سرامیکا |                 |